# Tullio Lombardo

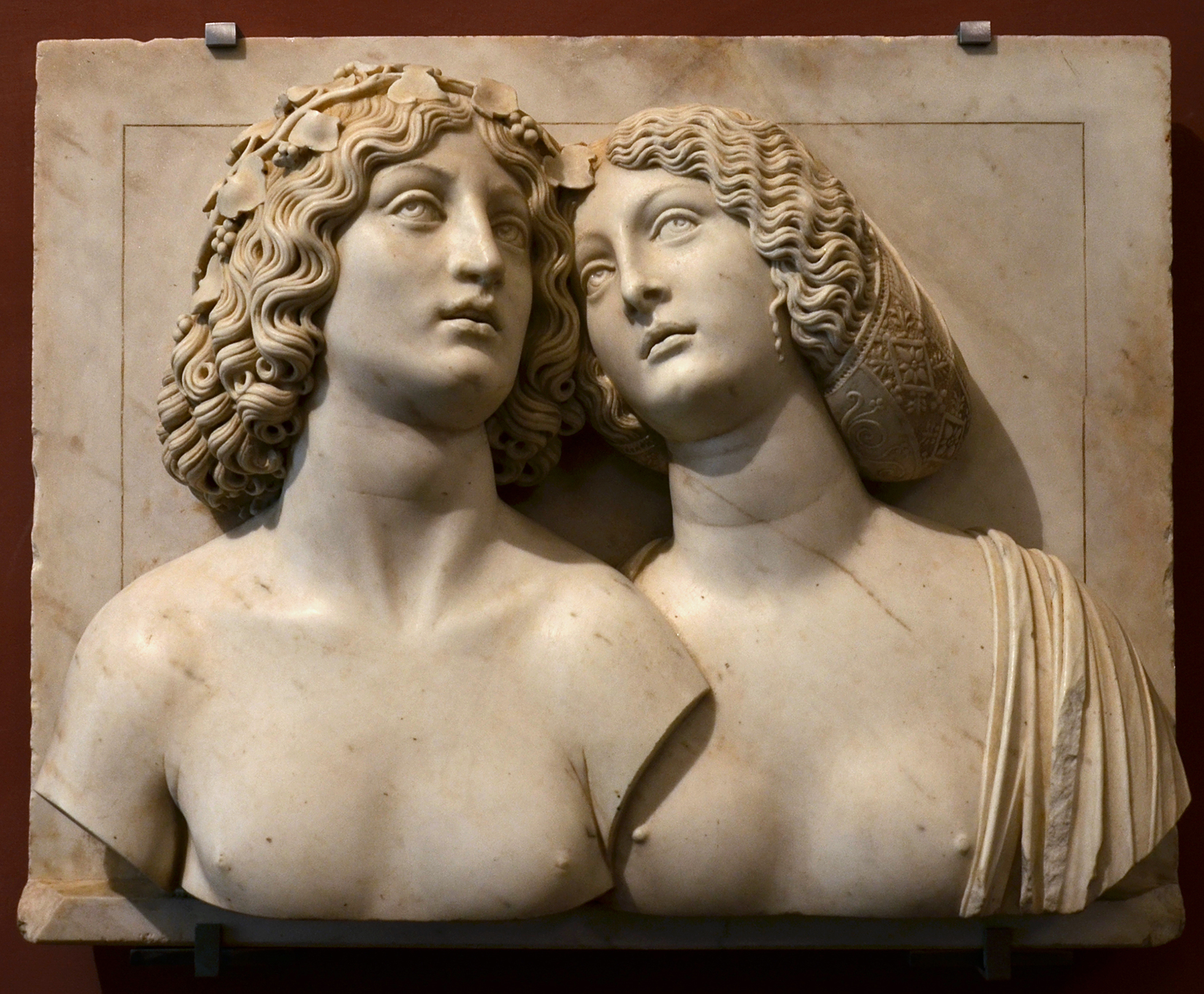
Bacco e Arianna, Kunsthistorisches Museum, Vienna

Tullio Lombardo (metà del XV secolo – Venezia, 17 novembre 1532) è stato uno scultore e architetto italiano.

## Biografia

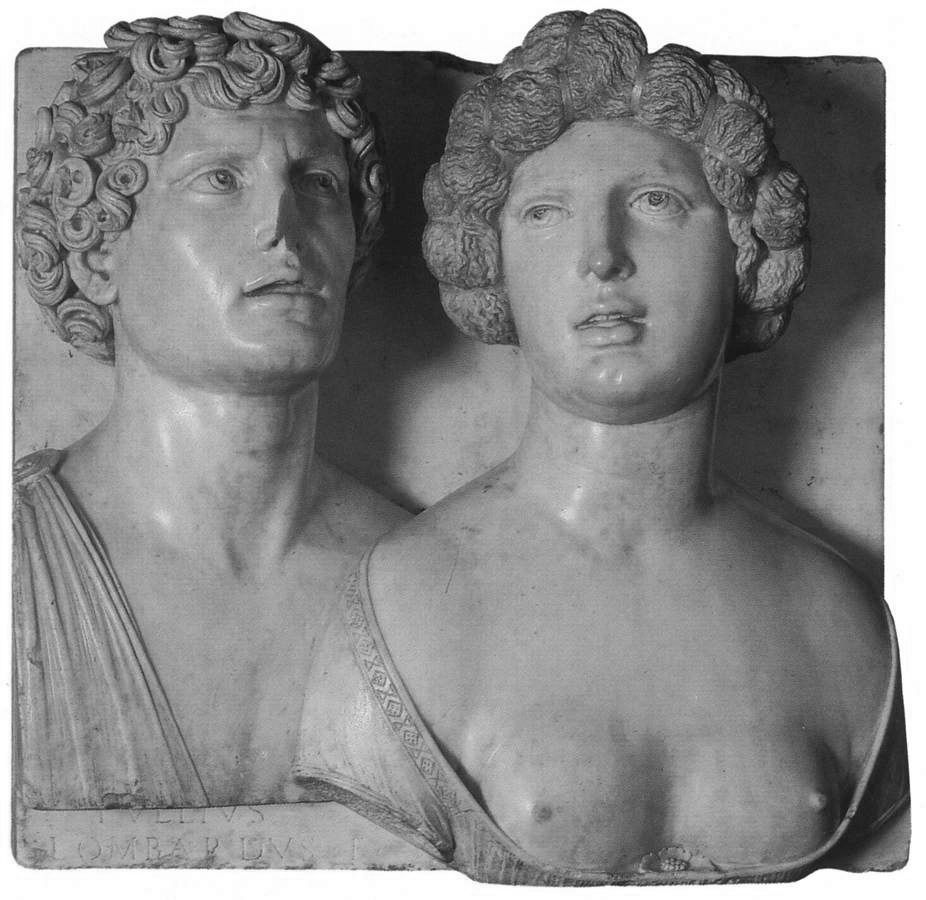
Doppio ritratto in posa antica, Galleria Franchetti, Venezia

### Origini
Non si conosce con precisione data e luogo di nascita di Tullio, che era figlio di Pietro Lombardo e fratello di Antonio, entrambi scultori e architetti come lui. Per avere un'idea sull'anno di nascita, ci si può basare su una nota della Laus perspectivae dell'umanista Matteo Colacio, pubblicata nel De verbo, civilitate et de genere artis rhetoricae (edito nel 1486, ma scritto entro il 1475): nel testo i due figli di Pietro sono citati come surgentes, ovvero "apprendisti". Poiché tale apprendistato si sarebbe svolto in occasione dell'impresa nella chiesa di San Giobbe (si veda sotto), si può supporre che nel 1470-1471 i due fratelli non avevano ancora raggiunto la maggiore età, avendo circa quindici anni.

### Esordi
Tullio fece i primi passi in campo artistico alla bottega del padre e la sua prima opera attribuita un tondo con San Marco nella cappella presbiteriale della chiesa di San Giobbe a Venezia, dove Pietro lavorava alla sepoltura del doge Cristoforo Moro (morto nel 1471). Il tondo, situato nell'intradosso di uno dei pilastri della cappella, mostra già una certa riconoscibilità stilistica, con evidente influenze padovane, legate all'uso di scorci prospettici.
Il debutto vero e proprio dell'artista si ebbe nel cantiere di Santa Maria dei Miracoli, iniziato nel 1481 da Pietro e portato avanti con rapidità. La mano di Tullio è stata riconosciuta nelle patere esterne inserite nell'intradosso dei portali, in particolare in quella centrale (Circoncisione, molto rovinata) e nel secondo laterale (Santa Chiara in estasi e stimmate di san Francesco). Inoltre gli sono attribuiti alcuni angioletti angolari e le statue di coronamento del timpano col Padre Eterno e angeli, nonché, all'interno, i busti di Santa Chiara e San Francesco, il thiasos marino nell'arco trionfale e, in collaborazione con altri, i tondi degli Evangelisti nei peducci della cupola. Queste opere vengono datate entro la fine del secolo.
Tra il 1485 e il 1490 inoltre Tullio lavorò alla cappella del vescovo Zanetto da Udine nel Duomo di Treviso, citati da Pomponio Gaurico (1504), che ne ricordò l'ammirazione generale suscitata. Sulla cassa del defunto si trovano infatti tritoni canefori e complicatissimi girali di acanto, rifiniti accuratamente e con molti sottosquadri, che Andrea Briosco lodò come somiglianti a oreficerie a bulino. Sulla tomba scolpì anche un San Liberale in preghiera e, dopo il crollo a metà dei lavori (1486), ne ridisegnò anche l'architettura della cappella, suo primo incarico noto in questo campo (ratifica dell'accordo per tali lavoro datata 6 maggio 1488).

### La Scuola Grande di San Marco

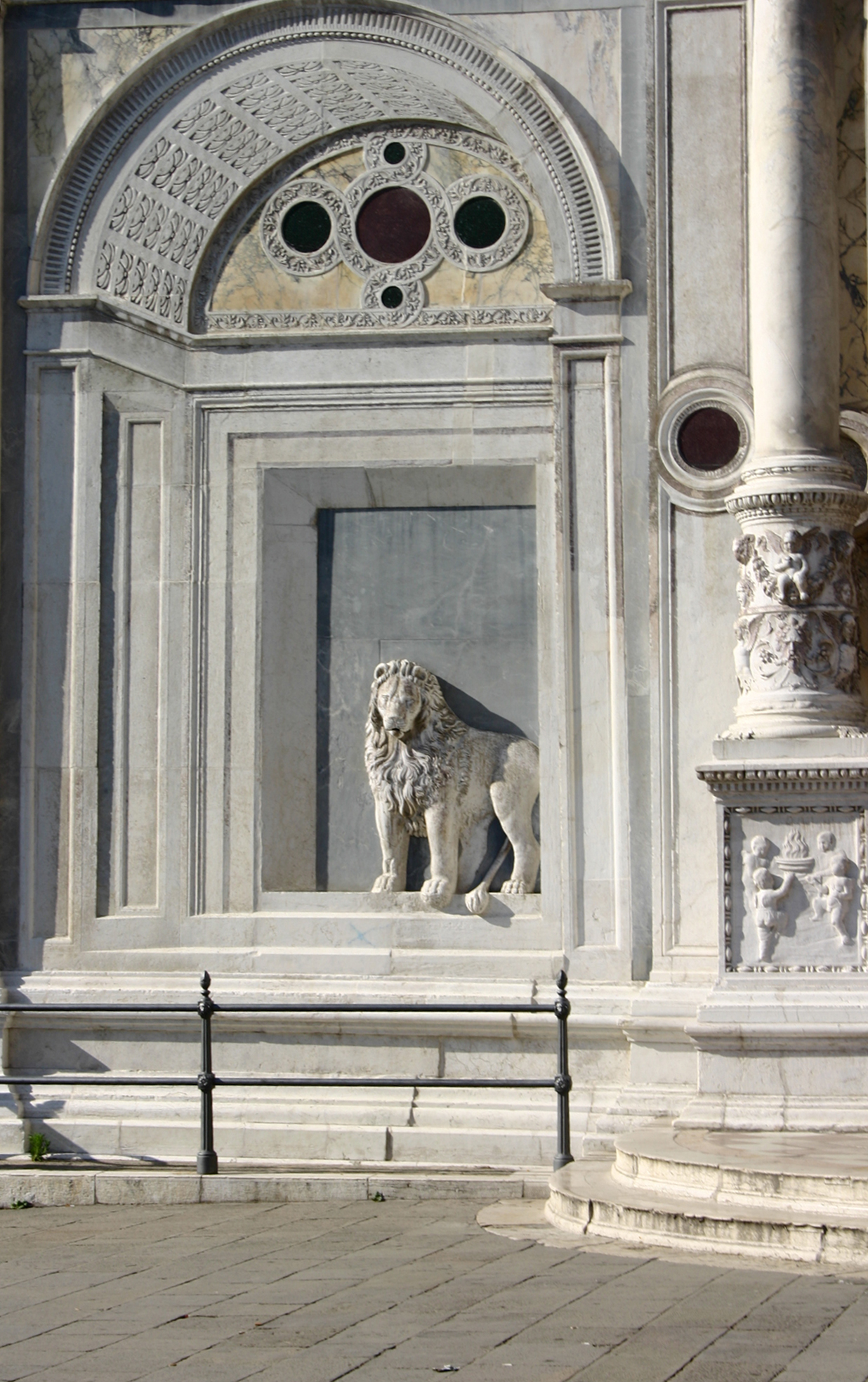
Rilievo sulla facciata della Scuola Grande di San Marco

L'incendio della primavera del 1485 alla Scuola Grande di San Marco fruttò al padre Pietro l'incarico della ricostruzione della sala al pian terreno e della facciata, prima che venisse sostituito nel 1490 da Mauro Codussi. Nel cantiere, nonostante l'avvicendamento, Tullio dovette contribuire con varie parti figurate, come i paggi all'antica nel coronamento esterno, assegnati a un suo collaboratore su suo disegno. Alla sua mano vengono invece riferite le straordinarie riquadrature prospettiche al pian terreno, con un gioco di intarsi per inglobare, entro finte arcate, due leoni di san Marco e due rilievi con San Marco che guarisce Aniano e San Marco che battezza Aniano.
Appare in queste opere lo stile maturo dell'artista, con un trattamento semplificato delle membrature, esenti da decorazioni, ma arricchite da modanature sofisticate, che ne accrescono il richiamo all'antico. Forte è poi la componente spaziale, nonostante l'effettivo spessore del materiale, ottenuto forse studiando opere come i rilievi dell'Arco di Costantino, nell'ipotesi che Tullio avesse visitato Roma all'inizio degli anni novanta, raccogliendo anche una menzione a tal proposito del Cesariano (1521).
In quegli anni un'Ultima Cena, incompiuta, rinvenuta in Santa Maria dei Miracoli, dimostra la conoscenza del Cenacolo vinciano, e quindi dell'ambiente artistico milanese (in maniera diretta o anche indiretta). Il Lomazzo dopotutto citò il Lombardo tra gli scultori all'antica (con Giancristoforo Romano e il Bambaia), sottolineando come essi furono importanti per gli artisti milanesi.

### Monumento al doge Vendramin

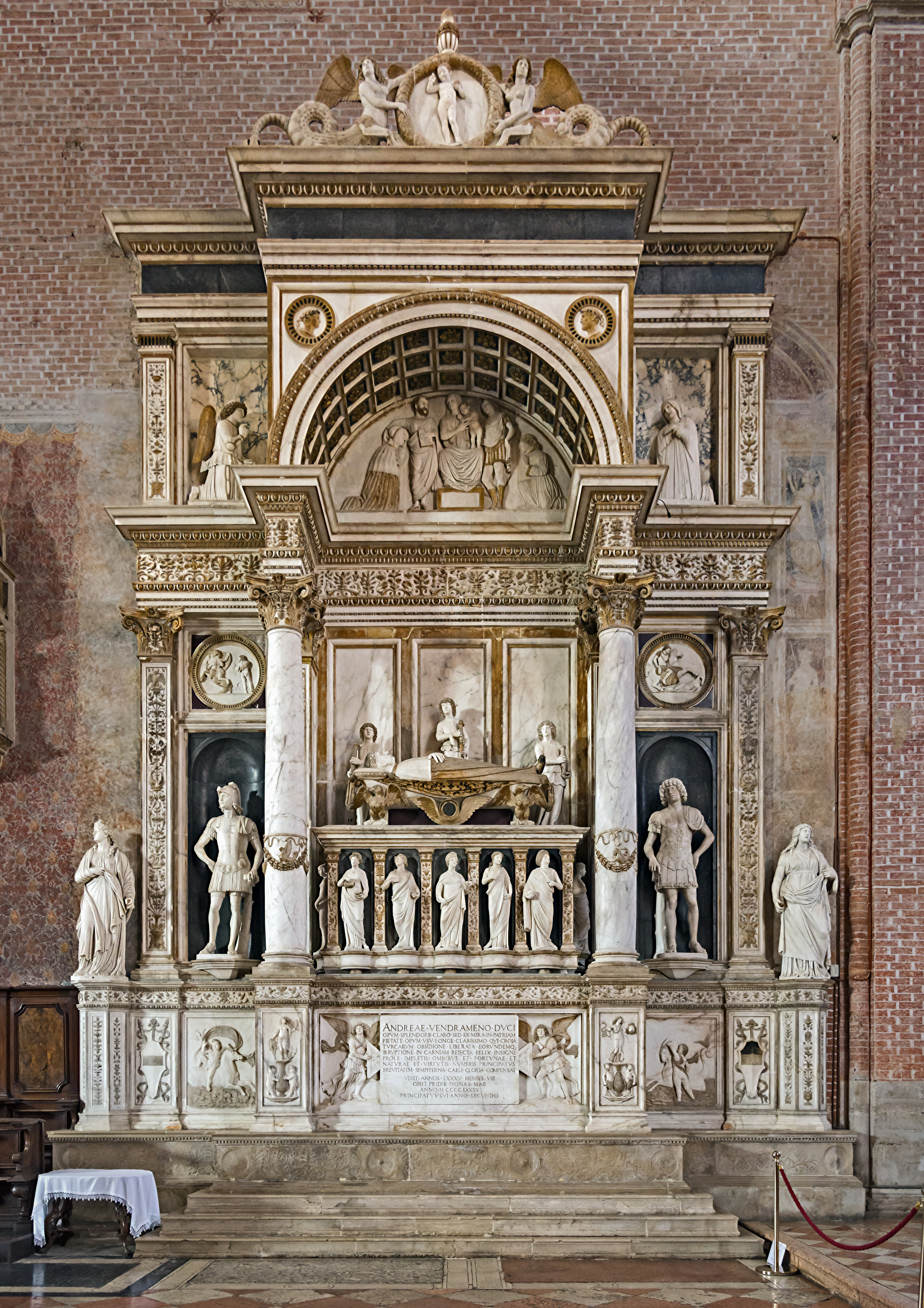
Monumento funebre al doge Andrea Vendramin

L'opera più significativa di quegli anni è comunque il monumento funebre del doge Andrea Vendramin, fatto erigere in Santa Maria dei Servi e in seguito smontato e ricostruito nel presbiterio della basilica dei Santi Giovanni e Paolo. Edificato tra la fine degli anni ottanta e i primi anni novanta vedeva prevalente la mano scultorea di Tullio affiancata, qua e là, dalle maestranze della bottega. Nello spostamento il grandioso insieme vennero tolte la statua di Adamo (ora al Metropolitan Museum), riecheggiante il modello antico di Antinoo e firmata orgogliosamente alla latina, di Eva (ora a Ca' Vendramin Calergi) e sostituiti dai due guerrieri, originariamente disposti sui due zoccoli esterni, zoccoli dove ora stanno le incongrue statue delle sante Margherita e Maddalena di Lorenzo Bregno provenienti da un altare della demolita Santa Marina. Anche i due paggi reggiscudo che si innalzavano sugli angoli sommitali vennero tolti e ora sono al Bode Museum, gravemente danneggiati nell'ultimo conflitto.
La composizione del monumento a arcosolio con arco trionfale impostato su colonne libere e fiancheggiato da nicchie, forse arricchito da spunti visti a Roma, è l'esito più importante, riguardo al XV secolo, di questa tipologia di monumento, inaugurata da Pietro Lombardo e Antonio Rizzo. Tutte le parti figurate sono riferite a Tullio, magari con la collaborazione del fratello Antonio.
Negli stessi anni, le prove riuscite di rinascita dell'antico, portarono in tutta probabilità i due fratelli a lavorare spesso al reintegro di statue greco-romane dei collezionisti veneziani, tra cui l'impressionante Cleopatra Grimani di età ellenistica (Museo archeologico di Venezia). Inoltre Tullio scolpì il tabernacolo del Santo Sangue nella sagrestia di Santa Maria Gloriosa dei Frari, il Doppio ritratto in posa antica alla Galleria Franchetti, mentre i cosiddetti Bacco e Arianna del Kunsthistorisches Museum appaiono simili ma forse riferibili al primo decennio del Cinquecento, e alla corte estense. In queste teste ideali ad altorilievo attualizzò i tipi antichi, con riscontri nell'incipiente ritrattistica di Giorgione.

### Anni novanta

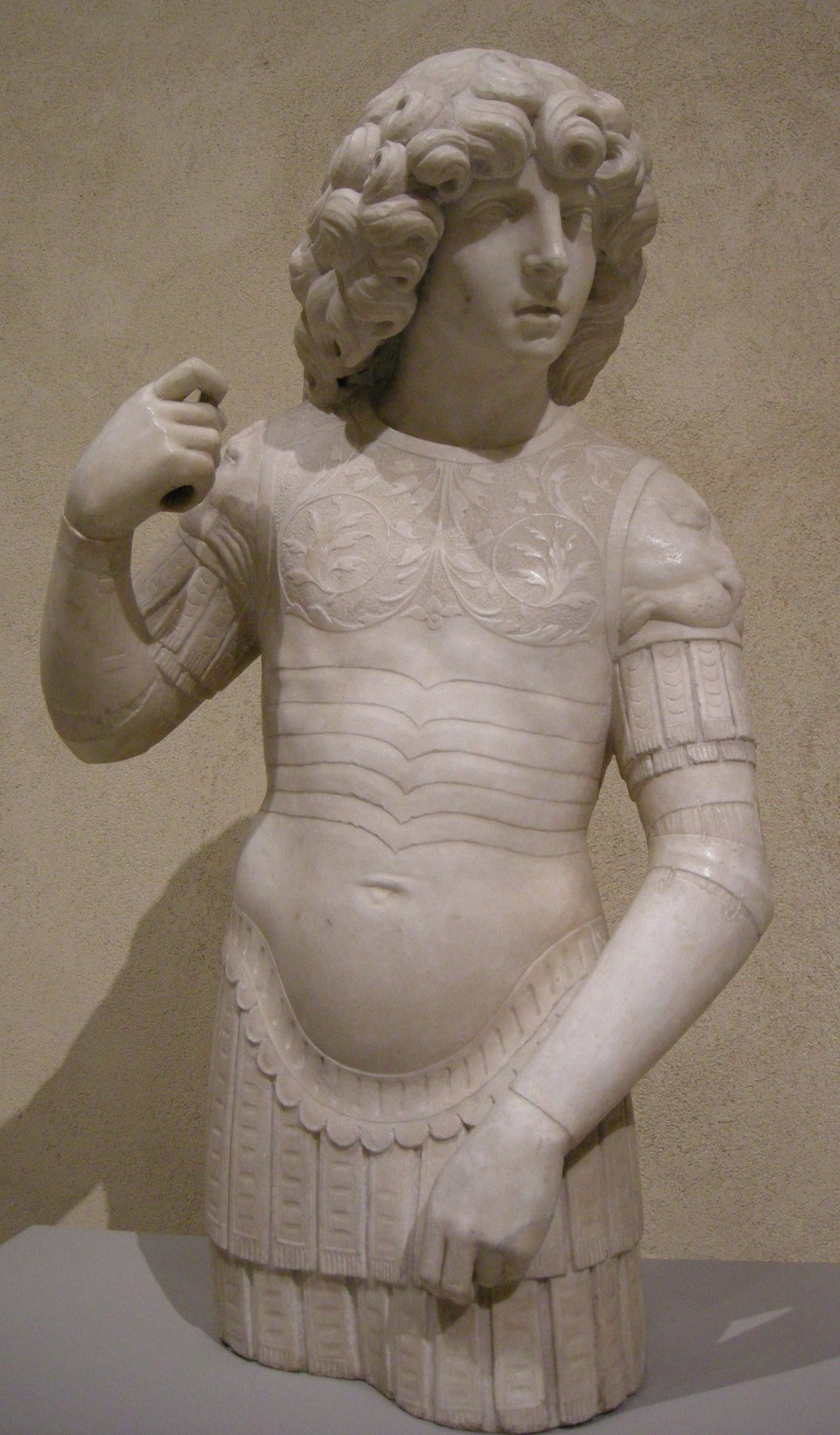
Giovane guerriero, inizio del XVI secolo, Metropolitan Museum

Negli anni novanta dovette scolpire varie opere, tra cui le teste ideali a Sibiu (Todoran Ciungan), nella chiesa di Santo Stefano a Venezia, quella già in collezione Huldinsky (di attribuzione più incerta) e quella straordinaria, in cristallo di rocca, al Museo di Belle Arti di Budapest (forse di mano sua, forse incisa su un suo modello). Tra le opere sacre il San Teodoro (o Giovane guerriero) a mezza figura al Metropolitan Museum, una Pietà nella sagrestia di Santa Maria della Salute, la pala con San Marco in cattedra ora nella cattedrale di Ravenna (dalle distrutte chiese gemine di San Marco e San Sebastiano, commissionata dal podestà veneziano di Ravenna, Marco Bragadin), il San Matteo per la cappella Badoer-Giustinian in San Francesco della Vigna, parte di una serie eseguita con il fratello Antonio e Giovan Battista Bregno (Markham Schulz, 2003, pp. 55 s.).
Incerta è la produzione di bronzetti in quel periodo. Forse l'unico riconducibile con una certa sicurezza alla sua mano è quello di una Venus-Caritas nel Cleveland Museum of Art, mentre è più incerta la testa all'antica del Bayerisches Nationalmuseum di Monaco. Incerta anche l'attribuzione di due disegni su carta, forse riferibili al fratello Antonio (Sirena con girali d'acanto al Fogg Art Museum e un progetto per un bassorilievo di Santa Maria dei Miracoli, in collezione privata).
Al Museo Correr si trova anche una lastra tombale dell'umanista Marcantonio Coccio Sabellico, già nella chiesa di Santa Maria delle Grazie, dai sofisticati motivi classici tra iscrizioni latine e greche.

### A Padova

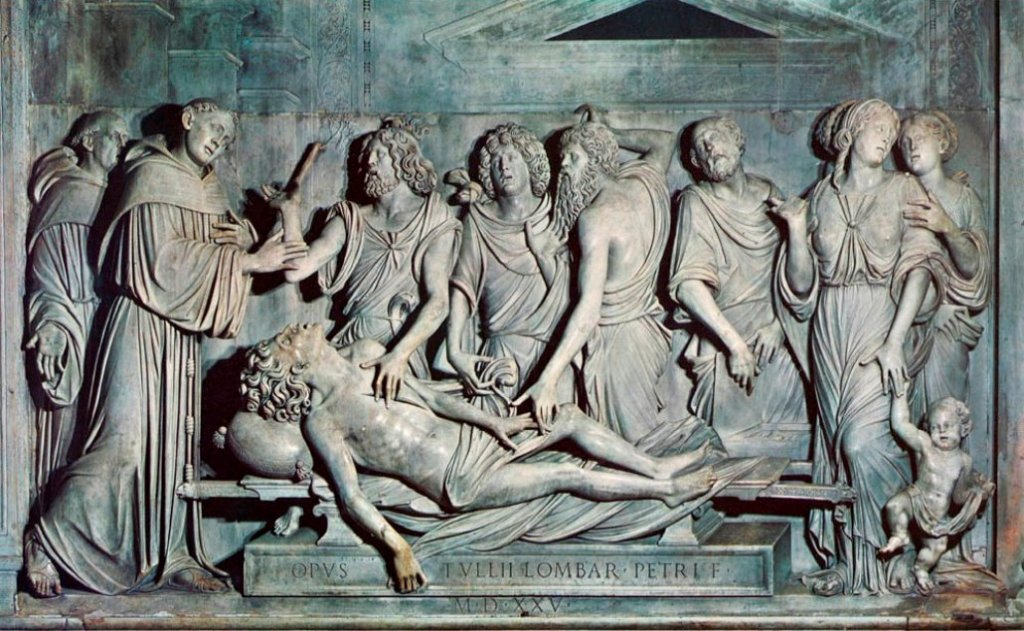
Miracolo del cuore dell'avaro

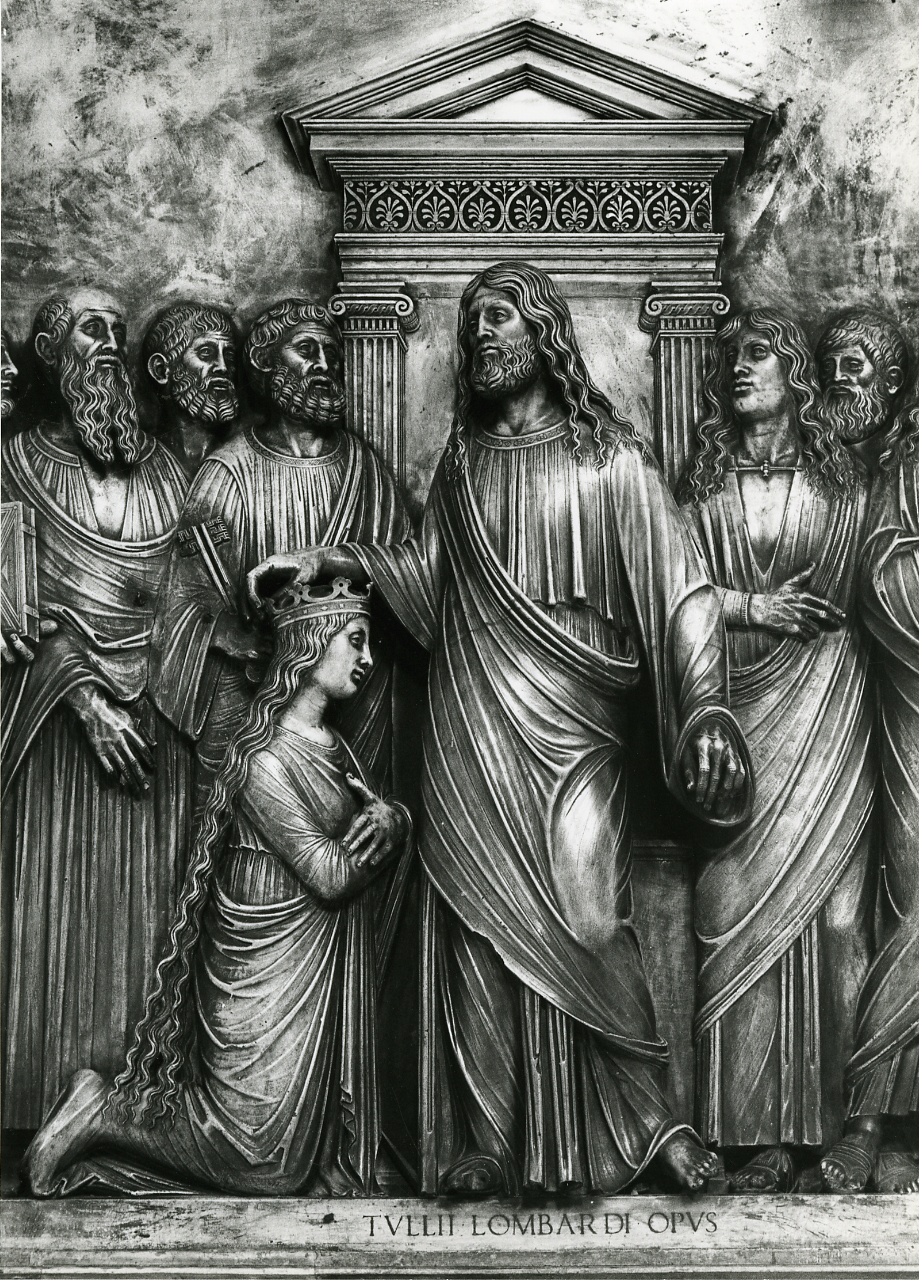
Incoronazione della Vergine tra gli apostoli, chiesa di San Giovanni Crisostomo, Venezia. Dettaglio. Foto di Paolo Monti, 1977.

Il nuovo secolo si aprì per l'artista con una commissione prestigiosa a Padova. nel luglio del 1500 veniva infatti approvato dai massari dell'Arca della basilica del Santo un modello per la cappella che ospita la sepoltura di sant'Antonio da Padova. Qui Tullio eseguì due rilievi con il Miracolo della gamba riattaccata (consegnato nel 1501) e la Morte di sant'Antonio (nel 1505), mentre suo fratello il Miracolo del neonato (1501) e il Miracolo del cuore dell'avaro (mai portato a termine ed eseguito poi da Tullio solo nel 1525). Solo nel 1528 a Tullio fu allogato il Miracolo della mula, già ordinato ad Antonio Minello, ma il sopraggiungere della morte rese poi necessario che se ne occupasse Jacopo Sansovino.
Il rilievi hanno un'immaginazione prospettica ben congegnata, con grandi aule delimitate da portici, coperte da volte a botte cassettonate e chiuse in fondo da una parete che lascia intravedere, attraverso una finestra, una veduta urbana; il ritmo delle scene è ampio e disteso, sviluppato lungo tutto il bassorilievo, e con figure vestite all'antica dai panneggi a effetto bagnato, che si atteggiano in ampi gesti; le teste si staccano dal fondo con profondi sottosquadri o sono a bassissimo rilievo, con le capigliature finemente lavorate dal trapano.
Opera simile ai rilievi padovani è la pala marmorea dell'Incoronazione della Vergine per l'altare Bernabò nella chiesa di San Giovanni Crisostomo a Venezia, databile tra il 1504 e il 1506, con un analogo sfondo architettonico di un'aula voltata a botte.

### San Salvador

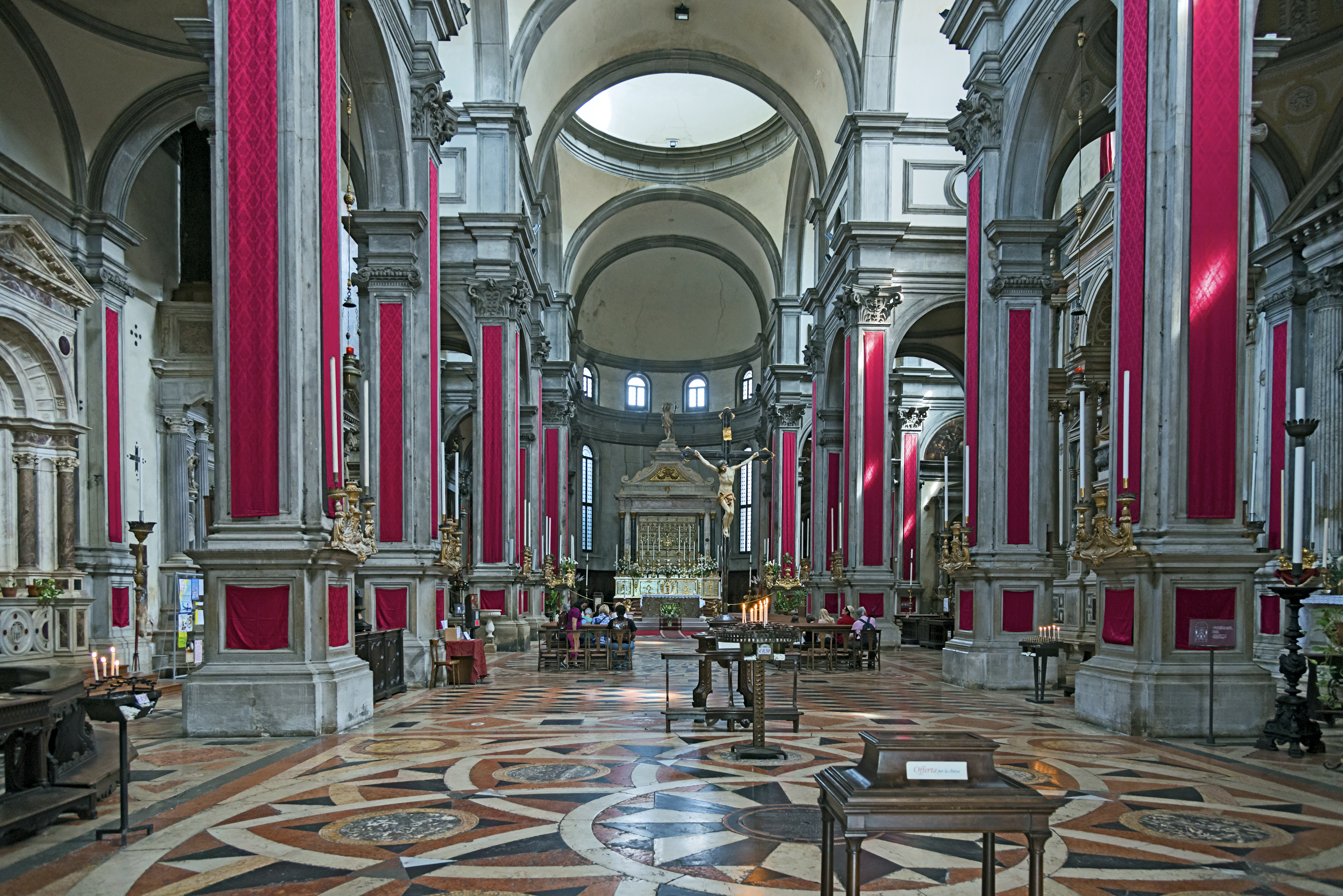
Interno di San Salvador

Tullio Lombardo fu coinvolto dall'inizio nel cantiere della chiesa di San Salvador (1507), dei canonici lateranensi, l'impresa architettonica più significativa a Venezia durante gli anni difficili della guerra conto la Lega di Cambrai. Il capocantiere era Giorgio Spavento, mentre il Lombardo fu "architectus et gubernator" della fabbrica. A partire dal modello planimetrico della basilica di San Marco, nonché con la presenza di cupolette e di un catino absidale mosaicato, i due, ma in particolare il Lombardo, crearono un alzato del tutto nuovo, ispirato all'antico, con l'uso dell'ordine gigante composito, intersecato correttamente con un ordine minore ionico, e un attico aperto da oculi. A partire dal 1509, con la morte del collega, il Lombardo fu unico responsabile e progettò, tutte le sagome delle modanature con una omogeneità e coerenza inedita per Venezia.
In quegli anni forse partecipò anche a un altro cantiere, presso la chiesa di Santa Maria Maggiore a Treviso, pure officiata dei canonici lateranensi e terminata nel 1530.
La rilevanza dell'impresa di San Salvador fece del Lombardo un artista molto richiesto, coinvolto in molti dei principali progetti della città lagunare: nella chiesa del Santo Sepolcro (tra cui gli Angeli adoranti in marmo bianco oggi a San Martino), al presbiterio della chiesa di Santa Maria Maggiore (attr.), all'altare della Scuola annessa alla chiesa (entro il 1513), alla Scuola grande della Misericordia (nuovo edificio su modello di Giovanni Fontana).
Più incerti sono gli interventi a palazzi privati: forse a ca' Vendramin di Santa Fosca, alla villa Giustinian a Roncade (dal 1514). Forse operò vicino al padre a Palazzo Ducale, ma eventuali lavori dovettero andare perduti nelle successive trasformazioni, quali i camini della sala dell'Udienza e altre opere marmoree.

### Duomo di Belluno
L'opera che occupò il maestro per gran parte del secondo decennio del secolo fu la nuova cattedrale di Belluno, avviata nel 1517. Il nuovo arciprete del capitolo Pierio Valeriano, nominato nell'estate di quell'anno, era un umanista in contatto con Venezia e Padova, e doveva aver avuto ben modo di conoscere e apprezzare l'opera di Tullio. Un modello fu spedito ai committenti già nel maggio del 1518 e prevedeva, come poi fu messo in opera, un impianto basilicale a tre navate con absidi rispettoso della tradizione adriatica, aggiornata con una grande navata centrale coperta a botte e retta da un ordine gigante di semicolonne composite addossate a pilastri tra archi, simile all'ordine teatrale antico. Questo schema architettonico è molto simile a quello di un progetto padovano per la chiesa di Santa Maria di Praglia nella Biblioteca civica di Padova, mai eseguito.

### Monumento al doge Giovanni Mocenigo

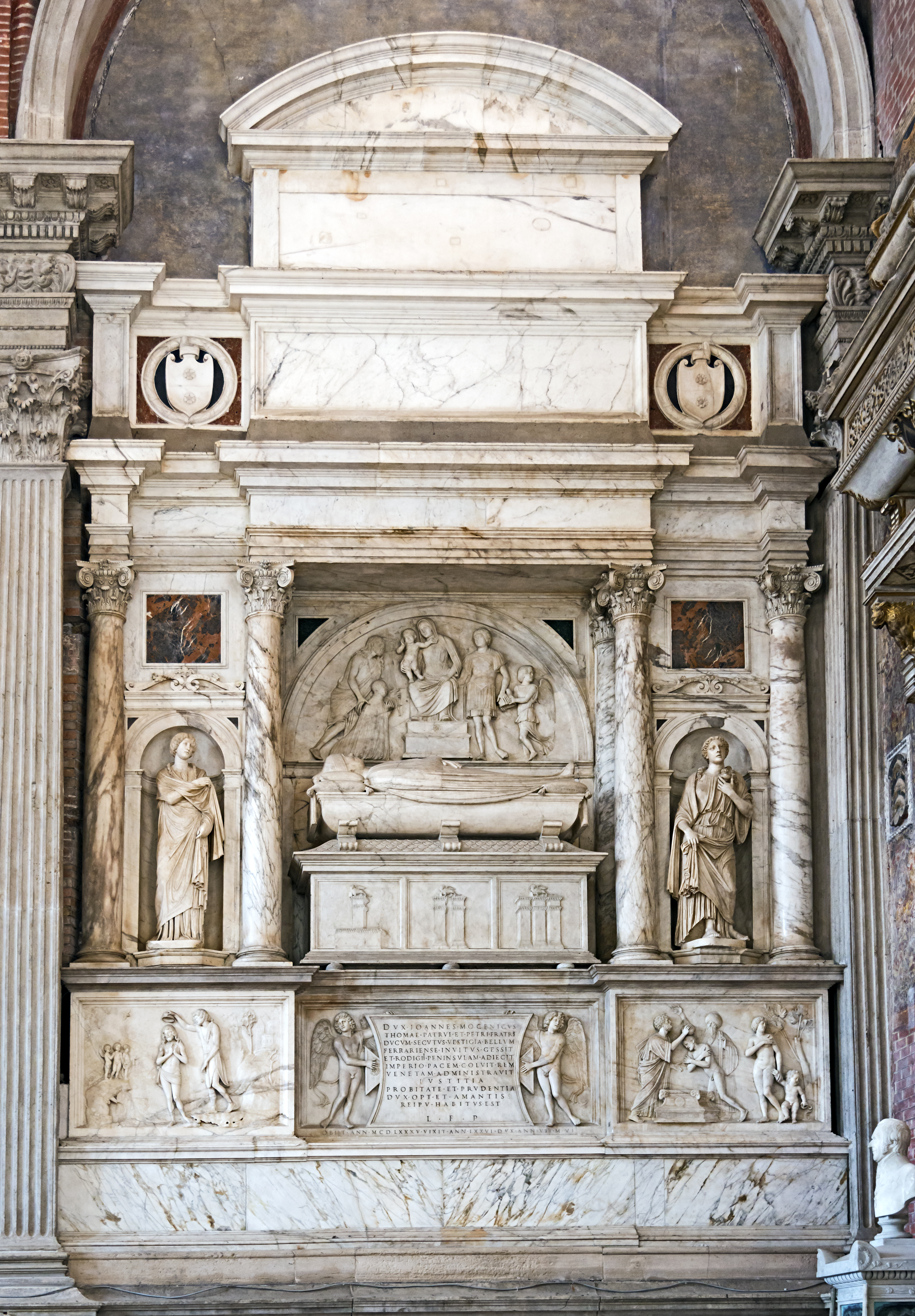
Il monumento al doge Giovanni Mocenigo

In quegli anni Tullio Lombardo lavorò anche al monumento funebre del doge Giovanni Mocenigo, un'opera protrattasi per molti anni e forse conclusa nel 1522. Le vari parti scultoree vennero eseguite con vari collaboratori, ma il bassorilievo col Battesimo di Aniano è sicuramente autografo, così come la Virtù ammantata della nicchia di sinistra, leggermente più tarda. Di nuovo è utilizzato lo schema dell'arco antico, senza però copiare pedestremente, con semicolonne dai capitelli compositi e con trabeazione e attico sporgenti.
Opera simile è il retroaltare del mausoleo del cardinale Giovanni Battista Zen (m. 1501) in San Marco, realizzato dopo la morte del fratello Antonio (1516) che era stato precedentemente incaricato e che aveva già messo in opera le parti essenziali.

### Sant'Antonio di Castello
Nel 1518 ricevette da Vincenzo e Girolamo Grimani l'incarico di progettare una nuova facciata per la chiesa di Sant'Antonio di Castello. Il cantiere si protrasse a lungo e fu poi concluso dal Sansovino negli anni trenta del Cinquecento, prima di essere demolita nell'Ottocento. Testimonianze grafiche la ricordano come spartita da un binato di colonne libere su alti plinti, con un fregio e un ordine superiore con analoghe colonne binate, raccordato da volute laterali e concluso da un timpano. I documenti hanno chiarito che al Lombardo spetta almeno la porzione fino alla prima trabeazione, mentre è probabile che alla sua morte il coronamento fosse proseguito in base ai materiali già da lui ordinati. Si tratta dell'unica facciata conosciuta dell'artista, e mostra moduli precoci per l'architettura lagunare.

### Per i Gonzaga
Tullio, come il padre e il fratello Antonio, lavorò anche per i Gonzaga di Mantova, in particolare al pavimento di marmi intarsiati per l'"Appartamento della Grotta" di Isabella d'Este e al portale che separa lo studiolo dalla Grotta, presente in "Corte Vecchia" di Palazzo Ducale. Nell'epistolario legato a tali lavori si apprende che l'artista aveva preparato anche un pavimento a intarsi per il cardinale Marco Corner, forse destinato al celebre camerino con i monocromi di Andrea Mantegna e Giovanni Bellini.
Inoltre nel 1527 Tullio si impegnava a spedire a Mantova sei colonne complete di basi e capitelli dorici in pietra d'Istria.

### Ultima fase
Nella sua ultima fase creativa scolpì, tra l'altro, verso il 1525,la figura distesa di Guidarello Guidarelli (m. 1501), già nella chiesa di San Francesco a Ravenna e oggi presso il Museo d'arte della città (mentre la cappella e il sepolcro sono stati trasformati così pesantemente da renderli ingiudicabili). Solo il volto è portato a completa finitura.
Scolpì inoltre per la chiesa di San Francesco a Rovigo un altare marmoreo per M. Casalini con la Pietà tra i santi Bellino e Stefano, poi pesantemente trasformato, in cui si nota però una composizione che omaggia la Pietà vaticana di Michelangelo. Le due statue laterali di santi sono pienamente confrontabili con l'ultima opera firmata del Lombardo, il già citato bassorilievo con il Miracolo del cuore dell'avaro per Padova, caratterizzato da un certo linearismo dei panneggi e il cesello accurato dei particolari all'antica, nonché l'atteggiamento patetico di volti e gesti, quasi irrealistici, forse polemizzanti con le innovazioni anticlassiche in pittura di Giorgione e Tiziano.
Altre opere più incerte sono l'epitaffio funebre e i rilievi per Pietro Bernardo (m. 1538) ai Frari (Venezia), quelli di Matteo Bellati nella cattedrale di Feltre (firmato, ma assegnato alla bottega).

### Morte
Tullio Lombardo morì a Venezia il 17 novembre 1532, lasciando la seconda moglie Agnesina e i figli Gian Paolo, Giovannino, Marcantonio, Sante e Apollonia. Quest'ultima fu esclusa dall'asse ereditario poiché sposata con ricca dote all'orefice Gianantonio. Sante seguì le orme del padre, ereditandone la bottega, mentre Marcantonio fu lapicida.